# Школа рока
«Школа рока» (англ. The School of Rock) — американская комедия режиссёра Ричарда Линклейтера, в главной роли Джек Блэк. На сайте Rotten Tomatoes фильм получил высокий (91 %) рейтинг критиков, основываясь на 196 отзывах, со средней оценкой 7.7/10.

## Сюжет
Дьюи Финн (Джек Блэк) — скандальный гитарист и ярый противник всех цивилизованных норм общества. Всеми возможными способами он выказывает своё непочтительное отношение к устоявшимся ценностям, уповает на власть и силу рок-н-ролла. Дьюи любит прыжки со сцены в зал и двадцатиминутные соло. Дьюи намерен привести свой рок-коллектив к победе в местной битве групп, но его товарищи по группе выгоняют его из ансамбля.
Голодающий, постоянно нуждающийся в деньгах, живущий в квартирке, забросанной коробками с мусором, Дьюи случайно перехватывает телефонный звонок, адресованный его соседу по комнате Неду Шнибли (Майк Уайт) и неожиданно для самого себя соглашается заменить учителя в престижной «Horace Green Elementary School». Там за каждым шагом новичка следит директор школы Маллинс, которая не знает, что Нед Шнибли — другой человек. Но, хотя Дьюи и не имеет понятия о том, как и что преподавать, он прекрасно знает, как внушить симпатию своим пятиклассникам. И, после того, как Дьюи случайно подслушал их репетицию во время урока музыки, он решил создать из этих юных музыкальных дарований новую рок-группу, которая навсегда изменит их жизни.
Дьюи подглядел, кто и как играет на классической гитаре, контрабасе, тарелке и фортепиано, и заменил данные инструменты таким образом: классическая гитара — электрогитара, контрабас — бас-гитара, тарелка — ударная установка, фортепиано — синтезатор. Остальным он дал разные роли (техники, работники сцены, ответственные за спецэффекты), а особо назойливой девчонке Саммер, чтобы она от него отстала, он дал должность менеджера.
Силой рока он помог детям перебороть свои комплексы, зажатость и стеснительность.

## В ролях
| Актёр                  | Роль           |
| ---------------------- | -------------- |
| Джек Блэк              | Дьюи Финн      |
| Джоан Кьюсак           | Розали Маллинс |
| Майк Уайт              | Нед Шнибли     |
| Сара Сильверман        | Пэтти Ди Марко |
| Адам Паскаль           | Тео            |
| Лукас Папаэлиас        | Нэйл           |
| Крис Стэк              | Даг            |
| Лукас Бабин            | Спайдер        |
| Джордан-Клэр Грин      | Мишель         |
| Вероника Аффлербах     | Элени          |
| Миранда Косгроув       | Саммер Хэтауэй |
| Ребекка Браун          | Кетти          |
| Джои Гейдос            | Зак            |
| Роберт Тсаи            | Лоуренс        |
| Анджело Массагли       | Фрэнки         |
| Кевин Александер Кларк | Фредди Джонс   |
| Джоанна П. Адлер       | мать Саммер    |

## Производство
Идея фильма пришла в голову сценаристу Майку Уайту, когда он стал соседом Джека Блэка. Уайт часто видел этого актёра бегающим голым по коридорам и слышал музыку, которую Блэк включал в своей квартире на полную громкость (эта музыка была потом использована в картине). Уайт также сыграл в фильме учителя, которого заменил Дьюи.
Первоначально к проекту был привлечён режиссёр Стивен Фрирс.